# Filharmonie mladých Praha
Filharmonie mladých Praha je studentský symfonický orchestr, který působí při Základní umělecké škole Na Popelce v Praze pod vedením Ladislava Ciglera. Mezi jeho 56 členy jsou studenti základních uměleckých škol, gymnázií, konzervatoří a vysokých škol. Věkový průměr dosahuje 21 let. Orchestr se dlouhodobě řadí mezi nejlepší studentská tělesa v České republice, což dokazuje například svými četnými vítězstvími v soutěži Concerto Bohemia (ve všech letech, kdy se účastnil) či Young Prague. Orchestr navázal v roce 2009 spolupráci s Českou filharmonií a v roce 2010 s Juilliard School v New Yorku. V červnu 2012 orchestr vystoupil s koncertním mistrem České filharmonie, Josefem Špačkem.

## Historie

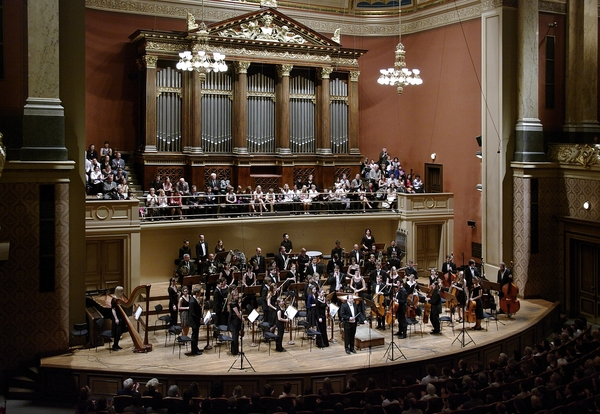
Filharmonie mladých Praha v Dvořákově síni Rudolfina

Orchestr byl založen v září 1995 a od roku 1996 aktivně koncertně vystupuje. Pod vedením hudebního pedagoga Ladislava Ciglera orchestr vystoupil v Dvořákově síni Rudolfina, Smetanově síni Obecního domu či ve Španělském sále Pražského hradu. Má za sebou několik zahraničních cest, navštívil Rakousko (2001), Německo (1996, 1999, 2004, 2005) a Spojené arabské emiráty (2011). Název "Filharmonie mladých Praha" používá od roku 2006 (původní název: Symfonický orchestr ZUŠ Na Popelce).

## Úspěchy
Filharmonie mladých Praha se stala laureátem rozhlasové soutěže pro studentské orchestry Concerto Bohemia, kterou pořádá Český rozhlas ve spolupráci s Českou televizí, v letech 2001, 2003, 2005, 2007, 2009, 2011 a soutěže Young Prague v letech 2007 a 2009. V roce 2011 se Filharmonie mladých Praha stala absolutním vítězem soutěže Concerto Bohemia a vystoupila na Koncertě vítězů této soutěže 12. 11. 2011.
Orchestr v roce 2010 navázal spolupráci s newyorskou konzervatoří The Juilliard School a vystoupil s houslovou virtuózkou amerického původu, Elli Choi. Tato spolupráce pokračuje i v roce 2011, kdy se orchestr představil s mimořádnou klavíristkou a violoncellistkou kanadského původu, Sarinou Zhang. Slavnostní koncert pod vedením Ladislava Ciglera a Riada Kudsiho (Dubaj, Spojené arabské emiráty) proběhl 10. června 2011 v Dvořákově síni pražského Rudolfina. Navázal tak na koncertní zájezd Filharmonie mladých Praha do Spojených arabských emirátů, který orchestr absolvoval v březnu a dubnu 2011 a kde s Elli Choi a Sarinou Zhang vystoupil.
Orchestr je otevřen všem mladým hudebníkům a každoročně přijímá nové členy ve věku 15-25 let do většiny nástrojových sekcí.

## Sezóna 2012/2013
- Jean Sibelius: Karelia - Ouverture, Op. 10
- Ludwig van Beethoven: Symfonie č. 1. C – dur, op. 21
- Antonín Dvořák: Koncert h – moll pro violoncello a orchestr, op. 104
- Jakub Jan Ryba: Česká mše vánoční "Hej Mistře"

## Sezóna 2011/2012
V období akademického roku 2011/2012 orchestr vystoupil při několika příležitostech, a to jak během Koncertu vítězů soutěže Concerto Bohemia v listopadu 2011, tak na tradičním vánočním koncertě v Kostele sv. Šimona a Judy 12. 12. 2011 a během slavnostního koncertu v Dvořákově síni Rudolfina, 12. června 2012, s koncertním mistrem České filharmonie, houslistou Josefem Špačkem.
V roce 2011/2012 Filharmonie mladých Praha vystupuje s:
- Bedřich Smetana: Předehra k opeře Hubička
- Franz Schubert: Symfonie č. VII. h – moll „Nedokončená“
- Antonín Dvořák: Koncert a – moll pro housle o orch. op. 53
- Michail Ivanovič Glinka: Předehra k opeře „Ruslan a Ludmila“
- Klaus Badelt: Prokletí Černé perly (suita pro orchestr)
- Howard Shore: Suita „Pán prstenů – Společenstvo prstenu“
- Jakub Jan Ryba: Česká mše vánoční "Hej Mistře"
- Gioacchino Rossini: Předehra k opeře „Lazebník sevillský“

## Sezóna 2010/2011
Filharmonie mladých Praha vystoupila ve své 17. sezóně v kostele sv. Šimona a Judy (prosinec 2010), v Dubaji a Abu Dhabi (březen - duben 2011) a závěrečný koncert sezóny se konal 10. června 2011 v Dvořákově síni Rudolfina.
V roce 2010/2011 Filharmonie mladých Praha vystupovala s:
- Michail Ivanovič Glinka: Předehra k opeře „Ruslan a Ludmila“
- Sergej Rachmaninov: Koncert č. 2 c - moll pro klavír a orchestr, op.18 (sólo: Sarina Zhang, Juilliard School New York)
- Niccolò Paganini: Koncert č. 1 D - Dur pro housle a orchestr, op. 6 (sólo: Elli Choi, Juilliard School New York)
- Camille Saint-Saëns: Koncert č. 1 pro violoncello a orchestr a - moll, op.33 (sólo: Sarina Zhang, Juilliard School New York)
- Klaus Badelt: Prokletí Černé perly (suita pro orchestr)
- Jakub Jan Ryba: Česká mše vánoční "Hej Mistře"
- Modest Petrovič Musorgskij: Fantazie pro symfonický orchestr „Noc na Lysé Hoře“

## Repertoár
Orchestr za 17 let svého působení nastudoval mnoho děl světového hudebního repertoáru a pořídil několik profesionálních nahrávek ve spolupráci s Českým rozhlasem.